# Elsaß-Lothringische A 17
Die Fahrzeuge der Gattung A 17 waren Personenzuglokomotiven der Reichseisenbahnen in Elsaß-Lothringen. Die Maschinen liefen ab 1906 unter der Bezeichnung P 7.

## Beschreibung
Die Maschinen orientierten sich an der Preußischen P 7, hatten allerdings größere Treibräder. Charakteristisches Merkmal der Lokomotiven waren die zwei Meter tiefe Belpaire-Feuerbüchse mit senkrechter Vorder- und Rückwand und die Servo-Rohre. Äußerlich ähnelten sie Lokomotiven französischer Bauart. Die Lokomotiven erhielten Schlepptender der Bauart 2'2' T 20.